# Zira'a
Zira'a (tiếng Ả Rập: زراعة, cũng đánh vần Zerraa, Zirhagh hoặc Zar'a) là một ngôi làng ở miền trung Syria, một phần hành chính của Tỉnh Homs, nằm ở phía tây nam của Homs. Nằm trên một ngọn đồi ở phía đông sông Orontes, các địa phương lân cận bao gồm Rableh ở phía tây nam, al-Qusayr ở phía bắc, Jandar ở phía đông bắc và Hisyah ở phía đông nam. Theo Cục Thống kê Trung ương (CBS), Zira'a có dân số 2.250 trong cuộc điều tra dân số năm 2004. Cư dân của nó chủ yếu là người Hồi giáo Sunni.
Địa điểm cổ xưa của Ribmus nằm trên địa điểm của ngôi làng chứ không phải ở Rableh gần đó, sau đó nó được đặt tên. Từ thế kỷ thứ 7 đến thế kỷ thứ 9, BCE Ribmus từng là trung tâm hành chính và quân sự chính của người Assyria ở Syria. Mặc dù là một nơi nhỏ bé ngày nay, vào đầu thế kỷ 19 dưới thời cai trị của Đế chế Ottoman, Zira'a được mô tả là một ngôi làng lớn hơn al-Qusayr, hiện là một thành phố. Nó sở hữu rất nhiều các lĩnh vực trồng trọt và cây cối.